# Sielsowiet czapliński (rejon kurczatowski)
Sielsowiet czapliński (ros. Чаплинский сельсовет) – jednostka administracyjna wchodząca w skład rejonu kurczatowskiego w оbwodzie kurskim w Rosji.
Centrum administracyjnym sielsowietu jest wieś (ros. село, trb. sieło) Czapli.

## Geografia
Powierzchnia sielsowietu wynosi 53,40 km².

## Historia
Status i granice sielsowietu zostały określone 21 października 2004 roku.

## Demografia
W 2017 roku sielsowiet zamieszkiwało 1127 mieszkańców.

## Miejscowości
W skład sielsowietu wchodzą miejscowości: Czapli, Błagodatnoje, Byki.